# Санин, Владимир Маркович
Влади́мир Ма́ркович Са́нин  (настоящая фамилия Ривкин; 12 декабря 1928 — 12 марта 1989) — советский писатель, сценарист, драматург, полярник, путешественник. Автор юмористических повестей, повестей-путешествий, циклов романов об Арктике, Антарктике, о представителях героических профессий (пожарные, лётчики, моряки, полярники).
Повести Владимира Санина пронизаны добрым тонким юмором и иронией. Автора отличают интерес к испытаниям человека в трудных условиях, нравственно-психологические проблемы.

## Биография
В феврале 1945 года добровольцем вступил в армию, был автоматчиком 163-го гвардейского стрелкового полка 28-й армии. Контужен. Уволен из армии в августе 1945 года.
Окончил экономический факультет МГУ (1951). Впоследствии работал на радио, в частности, писал для передачи «С добрым утром!». Неоднократно участвовал в экспедициях в Арктику, в том числе на дрейфующую станцию «Северный полюс-15», в Антарктику (в летний сезон 1970-71 годов участвовал в Советской Антарктической экспедиции), по океанам вдоль экватора. Член Союза писателей с 1966.
Владимир Войнович в своём интервью отрицал распространённое мнение, что В. М. Санин послужил прототипом героя сатирической повести Войновича «Шапка» (1987) и её инсценировки «Кот домашний средней пушистости» (1990):
— В своё время на меня очень обиделась жена одного писателя (не буду называть его имени), заподозрив, что в «Шапке» я изобразил её мужа. На самом деле прямых прототипов у меня практически не бывает. Рахлин — собирательный образ, писал я его с нескольких людей. И этот герой мне очень симпатичен, хоть он и графоман.
Похоронен на  Химкинском кладбище Москвы.

## Личная жизнь
Был женат.

А по крови моя жена родная племянница Глеба Травина — «человека с железным оленем», который в начале тридцатых годов в одиночку прошел и проехал на велосипеде восемнадцать тысяч километров советского арктического побережья — подвиг, который вряд ли кому-нибудь удастся повторить.— Владимир Санин в книге «Не говори ты Арктике — прощай»

### Циклы произведений
- «Зов полярных широт»
  - 1975 — «Семьдесят два градуса ниже нуля»
  - 1976 — «В ловушке»
  - 1977 — «Трудно отпускает Антарктида»
  - 1978 — «За тех, кто в дрейфе!»
  - 1982 — «Точка возврата»

### Романы
- 1986 — «Большой пожар»

### Повести
- 1963 — «Наедине с Большой Медведицей»
- 1967 — «На „газике“ по „крыше мира“»
- 1970 — «Когда я был мальчишкой»
- 1970 — «Мы — псковские! Повесть-путешествие»
- 1973 — «Приключения Лана и Поуна»
- 1975 — «Семьдесят два градуса ниже нуля»
- 1976 — «В ловушке»
- 1977 — «Трудно отпускает Антарктида»
- 1978 — «За тех, кто в дрейфе!»
- 1979 — «Одержимый»
- 1982 — «Точка возврата»
- 1984 — «Белое проклятие»
- 1989 — В. М. Санин. «Не говори ты Арктике — прощай». — М.: Советский писатель, 1989. — 672 с. — 100 000 экз. — ISBN 5-265-00632-X.
- 1989 — «Старые друзья»

### Рассказы
- 1960 — «Бенгальские огни»
- 1965 — «Каким должен быть папа» (сборник)
  - Содержание: «Пощёчина», «Граница чуткости», «Душа на замке», «Кекс», «Коньки», «На пляже», «Нелепый характер», «Я отправляюсь удить рыбу», «Мы ремонтируем квартиру», «В мирный субботний вечер», «Геометрическая история», «Два рассказа о Саше», «Каким должен быть папа», «О зубной боли», «Почему я люблю шахматы», «В часы „пик“», «Опасные гости»
- 1965 — «Остров Весёлых Робинзонов» (сборник)
  - Содержание: «Несколько мыслей об улыбке», «Остров Весёлых Робинзонов», «Бенгальские огни», «Безвыходных положений не бывает (написан в 1961), «Живой свидетель», «Знаменитый земляк», «Несговорчивый автор», «Барон», «Неблагодарный медведь (написан в 1961), «Тяжкое бремя славы», «Беспокойная должность», «Я знакомлю Мишу с Москвой», «Два ведра на коромысле», «Феноменальный неудачник», «Очень везучие Белкины», «Прибегайте к смеху только в случае крайней необходимости!», «Воскресшая традиция», «Слабая детская память», «Аэлита», «Семкины мускулы», «Один прожитый день», «Саша становится взрослым», «Мишкино счастье», «Как нужно ходить по грибы», «О воспитании силы воли», «Мое отношение к домашней библиотеке», «Как я похудел», «О подарках», «В часы „пик“», «Как стать артистом», «Как сдавать экзамены», «Воскресная лыжная прогулка», «Как удить рыбу зимой», «Почему я не хожу в гости»
- 1967 — «Кому улыбается океан. По морям, по горам» (сборник)
  - Содержание: «Кому улыбается океан», «На „газике“ по „крыше мира“», «Искушение», «Ради святого искусства», «Опасные гости (написан в 1965), «О серьёзной музыке», «Мое отношение к шахматам», «Вне игры», «Пальма», «Инициативный Гришка», «Любовь королевских мушкетёров», «Знаменитая 625-я», «Мы ремонтируем квартиру» (написан в 1965)
- 1977 — «Зеркало судьбы»
- 1977 — «Ласковый ветерок в городе Н.»
- 1989 — «Трое в купе»

### Документальные произведения
- 1970 — «У Земли на макушке»
- 1973 — «Новичок в Антарктиде. Полярные были»
- 1975 — «Вокруг света за погодой. Записки пассажира»

### Пьесы
- 1971 — «Мужчины. Антарктическая новелла»

### Сценарии
- 1976 — «72 градуса ниже нуля» // Соавтор: Зиновий Юрьев
- 1979 — «Антарктическая повесть»  // Соавтор: Иван Менджерицкий

### Статьи
- 1965 — «Несколько мыслей об улыбке» (предисловие к сборнику рассказов)
- 1973 — «Прошлым летом у нас не было зимы…»
- 1980 — «Соленый ветер „Океана“»

## Экранизации
- 1968 — «Мужчины не плачут»
- 1976 — «72 градуса ниже нуля»
- 1979 — «Антарктическая повесть» (телефильм, три серии)
- 1986 — «Точка возврата»
- 1987 — «Белое проклятье»